# Saint-Jacques-de-Compostelle
Pour les articles homonymes, voir Saint-Jacques et Santiago (homonymie).
 (août 2011).
Si vous disposez d'ouvrages ou d'articles de référence ou si vous connaissez des sites web de qualité traitant du thème abordé ici, merci de compléter l'article en donnant les références utiles à sa vérifiabilité et en les liant à la section « Notes et références ».
Saint-Jacques-de-Compostelle (en galicien et en espagnol : Santiago de Compostela) est une commune (concello) située dans la province de La Corogne, en communauté autonome de Galice (Espagne), à mi-chemin entre La Corogne et Pontevedra. C'est la capitale de la comarque du même nom et de la communauté autonome. À ce dernier titre, elle héberge le domaine du gouvernement (Xunta de Galicia) et du Parlement de la communauté. Elle comptait 97 858 habitants en 2021.
Le pèlerinage au tombeau de Jacques fils de Zébédée est l'un des plus importants de la chrétienté au Moyen Âge, avec ceux de Jérusalem, de Rome et de Tours. Pratiquement disparu au XIXe siècle, il connaît un regain de ferveur depuis la fin du XXe siècle, promu notamment par les institutions européennes. Ainsi, en 1985, Saint-Jacques-de-Compostelle a été lauréate du Prix de l'Europe.
La cathédrale est une église d'époque plus particulièrement romane, mais, par la suite, elle a été  agrandie et modifiée selon d'autres styles.

## Géographie
Saint-Jacques-de-Compostelle se situe en Galice, dans le nord-ouest de l’Espagne près de l'océan Atlantique. Elle bénéficie d'un climat océanique, caractérisé par sa douceur et son humidité tout au long de l’année.

### La découverte du tombeau
Au IXe siècle, selon le récit relaté dans la Concordia de Antealtares écrite vers 1077, vivait un ermite nommé Pelayo (Pélage) qui reçut la révélation du lieu du tombeau de saint Jacques, signalé par des lumières surnaturelles. Alerté, l'évêque d’Iria Flavia (aujourd'hui Padrón), Théodomir (en), décide trois jours de veille et de prière et ordonne des fouilles au cours desquelles on trouve le « saint corps ».
La Concordia de Antealtares est l’accord passé entre le monastère San Pelayo et l'évêque Diego Peláez alors qu’un nouvel édifice – celui que nous connaissons aujourd'hui – était construit au même emplacement.

### La Chronique de Turpinet leLivre des miracles
La Chronique de Turpin (dite au XVIIIe siècle du Pseudo-Turpin, lorsqu'on s'aperçut que c'était un faux) fut écrite vers 1120. Elle raconte comment Charlemagne, se reposant à Aix-la-Chapelle, reçut de saint Jacques l'ordre de venir délivrer son tombeau alors aux mains des Maures. L’apôtre indique comme itinéraire la Voie lactée ou Chemin de Saint-Jacques. Charlemagne obéit et délivre le tombeau mais, au retour, subit la cuisante défaite de Roncevaux. Certains manuscrits ajoutent la liste des lieux où vénérer les corps des martyrs de Roncevaux.
Cette chronique, augmentée du récit de la Translation et complétée d'un récit de vingt-deux miracles, fut recopiée dans de nombreux manuscrits dispersés en Europe. Vers 1160, le manuscrit de Compostelle (appelé Livre de saint Jacques ou Liber sancti Jacobi ou Codex Calixtinus) rassembla tous ces textes et fut augmenté d’une volumineuse partie de sermons et liturgie ainsi que du Guide du pèlerin attribué à Aimery Picaud. Ce guide ne figure dans aucun autre manuscrit attribué à l’apôtre Jacques le Majeur. La petite agglomération de Compostelle devint une ville au début du XIe siècle.

### Toponymie
- Campus Stellae (le champ de l'étoile) est une des étymologies proposées pour la ville de Compostelle, vraisemblablement depuis le XIXe siècle, en référence à la légende qui veut que la sépulture de saint Jacques en Galice ait été retrouvée grâce à une étoile brillant avec insistance au-dessus d'un champ, dans lequel on a effectivement retrouvé le tombeau.
- Une deuxième hypothèse repose sur l'existence de sépultures d'une antique nécropole cum-positum-ela (posé avec ou ensemble).
- Une troisième étymologie plus précise, du latin componere, « arranger, mettre un mort dans un tombeau » et le nom verbal compositum > compostum avec diminutif : compostella, littéralement : « petit arrangement », qui signifie sépulture ou cimetière.
- En 1897, Ernest Rupin[2] proposait une étymologie astucieuse et simple : une contraction de Giacomo apostolo (Jacques apôtre), dont il faisait giaCOMo a POSTOLO. Dans le langage courant, le mot « Compostelle » est peu employé jusqu'au XVIIIe siècle, on parle plus volontiers de Saint-Jacques en Galice.

L'hypothèse selon laquelle « Campus stellarum », signifiant le « champ des étoiles », aurait été l'origine du nom « Compostelle » est abandonnée.

### Climat
| Mois                                  | jan.      | fév.      | mars      | avril     | mai     | juin      | jui.      | août    | sep.    | oct.      | nov.      | déc.      | année     |
| ------------------------------------- | --------- | --------- | --------- | --------- | ------- | --------- | --------- | ------- | ------- | --------- | --------- | --------- | --------- |
| Température minimale moyenne (°C)     | 4,1       | 4,1       | 5,4       | 6,2       | 8,5     | 11,3      | 13        | 13,3    | 11,9    | 9,5       | 6,7       | 5         | 8,3       |
| Température moyenne (°C)              | 7,7       | 8,3       | 10,2      | 11,2      | 13,6    | 16,8      | 18,6      | 19      | 17,4    | 13,8      | 10,4      | 8,5       | 13        |
| Température maximale moyenne (°C)     | 11,2      | 12,5      | 15        | 16,1      | 18,6    | 22,2      | 24,3      | 24,7    | 22,8    | 18,1      | 14,1      | 11,9      | 17,6      |
| Record de froid (°C) date du record   | −7 1971   | −9 1948   | −5,6 1964 | −3 1986   | −2 1967 | 3,4 1972  | 3,4 1946  | 1 1958  | 3 1995  | −1,6 1992 | −3,2 1972 | −6,5 1970 | −9 1948   |
| Record de chaleur (°C) date du record | 20,3 2016 | 23,2 1960 | 27,6 2002 | 30,2 2011 | 34 2001 | 37,8 2015 | 39,4 1990 | 39 2003 | 39 2016 | 30,4 1948 | 24,2 1970 | 23,4 1985 | 39,4 1990 |
| Nombre de jours avec gel              | 4,5       | 3,7       | 1,5       | 0,4       | 0       | 0         | 0         | 0       | 0       | 0,1       | 1         | 2,6       | 13,3      |
| Ensoleillement (h)                    | 93        | 114       | 151       | 165       | 187     | 225       | 243       | 237     | 184     | 132       | 95        | 85        | 1 911     |
| Précipitations (mm)                   | 210       | 167       | 146       | 146       | 135     | 72        | 43        | 57      | 107     | 226       | 217       | 261       | 1 787     |
| Nombre de jours avec précipitations   | 15,2      | 12,6      | 12,8      | 14,4      | 12,7    | 7,6       | 5,7       | 5,5     | 8,4     | 14        | 14,9      | 15,9      | 139,5     |
| Humidité relative (%)                 | 84        | 79        | 75        | 76        | 76      | 74        | 74        | 74      | 75      | 82        | 86        | 85        | 78        |
| Nombre de jours avec neige            | 1         | 0,7       | 0,2       | 0,3       | 0       | 0         | 0         | 0       | 0       | 0         | 0,1       | 0,3       | 2,7       |
| Nombre de jours d'orage               | 0,6       | 0,8       | 0,7       | 1,9       | 2,2     | 1,2       | 0,9       | 1,1     | 0,9     | 1,1       | 0,9       | 1,2       | 13,4      |
| Nombre de jours avec brouillard       | 8,6       | 7         | 6,5       | 5,6       | 8,4     | 7,8       | 9,4       | 11,2    | 10,7    | 11,1      | 9,8       | 8,1       | 104,3     |

| Diagramme climatique                                  |            |          |            |            |            |          |            |             |            |            |          |
| J                                                     | F          | M        | A          | M          | J          | J        | A          | S           | O          | N          | D        |
| 11,24,1210                                            | 12,54,1167 | 155,4146 | 16,16,2146 | 18,68,5135 | 22,211,372 | 24,31343 | 24,713,357 | 22,811,9107 | 18,19,5226 | 14,16,7217 | 11,95261 |
| Moyennes : • Temp. maxi et mini °C • Précipitation mm |            |          |            |            |            |          |            |             |            |            |          |

## Histoire

### Des origines auXIIIesiècle
Le site même de la ville aurait été un lieu de culte druidique. Les Romains y établirent un mausolée. On suppose qu’une ville existait et qu’elle s’appelait Asseconia.
La ville paraît avoir été le centre intérieur des nombreux petits ports galiciens, comme Padrón, anciennement Iria Flavia, où relâchaient les bateaux de pêche ou de commerce. Une tradition de sacralité était déjà implantée dans cette région, car on croyait que Padrón possédait des pierres sacrées.
Elle fut certainement christianisée du Ier au IIIe siècle puis oubliée, à la suite des persécutions des chrétiens.

#### Saint Jacques Matamore, le «tueur de Maures», patron de l’Espagne
Très tôt, dès les années 785, saint Jacques est déjà présenté comme le sauveur de l'orthodoxie chrétienne et le Patron de l'Espagne par le moine Beatus de Liebana, réfugié dans les montagnes des Asturies : « Chef resplendissant de l'Espagne, notre protecteur et patron de notre pays ». Et dès la fin du VIIIe siècle circule dans les milieux chrétiens un poème qui donne saint Jacques comme saint patron à l’Espagne souffrante[précision nécessaire], à la suite des invasions du VIIIe siècle.
C’est sans doute à partir du XIe siècle que se dessine l’image du saint cavalier descendant du ciel. Comme il est d’usage, les chroniques espagnoles lui bâtissent une légitimité remontant à quelques siècles en arrière : le saint tueur de Maures serait né au cours de la bataille de Clavijo, sous le règne du roi Ramire Ier (842-850). Peut-être le Matamore n’est-il né que pour retenir en Espagne les Galiciens qui partaient en foule à Jérusalem en leur donnant cette image du Matamore, aussi prestigieuse que la croix des Croisés ? En 1099, le pape Pascal II somme le clergé et le roi Alphonse VI de remédier à cet exode. Il écrit :
« nous avons interdit aux chevaliers de votre royaume et à ceux qui veillent sur les frontières des royaumes les plus proches des vôtres, de se rendre à Jérusalem… Que personne ne leur reproche ce retour comme une infamie ou ose les accuser par quelque calomnie. À vous tous, nous prescrivons derechef de combattre les Maures demeurant sur vos terres, de toutes vos forces ».

#### Alphonse VI (1072-1109)
À partir de 1078, Alphonse VI, devenu roi de Castille, Léon et Galice engage une politique d'alliances avec les Bourguignons. En 1080 il épouse Constance, nièce du saint abbé de Cluny, Hugues. Tolède prise en 1085, Alphonse VI donne sa fille Urraca en mariage à Raymond, fils du comte de Bourgogne. Mais Raymond meurt en 1108, Alphonse VI en 1109. L’héritier de la couronne, Alphonse-Raymond, né en 1105, est un enfant de trois ans, le futur roi de Castille, Alphonse VII.

#### Alphonse VII (1105-1157)
Héritier du trône, sa minorité fut troublée par le remariage de sa mère, la reine Urraca, avec le roi d’Aragon qui avait des visées sur le royaume. Soutenu par ses parrains et cotuteurs, l’évêque de Compostelle Diego Gelmirez et le futur pape Calixte II, l’infant fut proclamé roi de Castille et de Léon (Galice incluse) en 1112. En 1135, il se déclara empereur d’Espagne, héritier de Charlemagne.

#### Alphonse VIII (1155-1214)
Alphonse VIII est le petit-fils du roi Alphonse VII, le fils de Sanche III. Pour asseoir sa légitimité, la Chronique d’Alphonse VII fut écrite, en 1157, racontant comment son grand-père avait été le successeur de Charlemagne. Mais la situation n’était plus la même : le duc d’Aquitaine Guillaume X, mort en 1136, avait donné sa fille Aliénor en mariage au roi de France Louis VII. Pour autant, le duché d'Aquitaine n'est pas rattaché au domaine royal, et Aliénor en reste la duchesse. Après la rupture entre les époux, la duchesse d'Aquitaine devint par second mariage avec  Henri Plantagenêt reine d’Angleterre (1152). L’Espagne ne perdit pas espoir et donna pour épouse à Alphonse VIII, en 1177, Aliénor d’Angleterre, fille de Henri II Plantagenêt et d’Aliénor d’Aquitaine. Elle lui apportait en dot le comté de Gascogne, ce qui concrétisait enfin une partie des espoirs d’Alphonse VII. Alphonse ne pourra toutefois jamais annexer le comté de Gascogne à la couronne de Castille.
Si Saint-Jacques ne fut pas conquise par les Maures, elle fut cependant prise et pillée en 997 par Muhammad ibn Abî Amir dit el-Mansour, al-Manzor en espagnol, ce qui signifie « le victorieux » en arabe. Ce chef de guerre du calife de Cordoue Hicham II, avant d'incendier la basilique, fit arracher les portes et les cloches, que des captifs chrétiens durent transporter jusqu'à Cordoue, où elles furent entreposées dans la grande mosquée. Seul le tombeau de l’apôtre Jacques le Majeur, compagnon de Jésus-Christ, ne fut pas touché.
La consternation fut grande dans la Chrétienté. Le puissant ordre de Cluny organisa les secours dans tout l’occident chrétien. L'événement devait frapper durablement les imaginations : ce sont ces mêmes cloches que d'autres prisonniers, musulmans cette fois, transporteront jusqu'à Tolède, à la prise de Cordoue par Ferdinand III, roi de Castille et de Léon, en 1236.
Une église romane y fut édifiée en 1075. La ville fut élevée au rang de siège épiscopal par le pape Urbain II en 1095. Son premier évêque fut un clunisien.
Calixte II fait de Saint-Jacques-de-Compostelle (dont son frère Raymond de Bourgogne est Roi), une ville sainte du même ordre que Jérusalem et Rome. Il fait construire avec son frère la cathédrale. Il suscite l’écriture du Codex Calixtinus pour assurer la dévotion à l'Apôtre du Christ, St Jacques le Majeur, venu évangéliser l'Empire romain jusqu'à Saint-Jacques-de-Compostelle, au Ier siècle et dont les saintes reliques reposeront dans la nouvelle cathédrale. Il assure la promotion du pèlerinage de Saint-Jacques-de-Compostelle dans toute l'Europe.
En 1120, Diego Gelmírez est nommé archevêque et légat, à cette époque Saint-Jacques-de-Compostelle rivalise avec l’archevêché de Tolède.

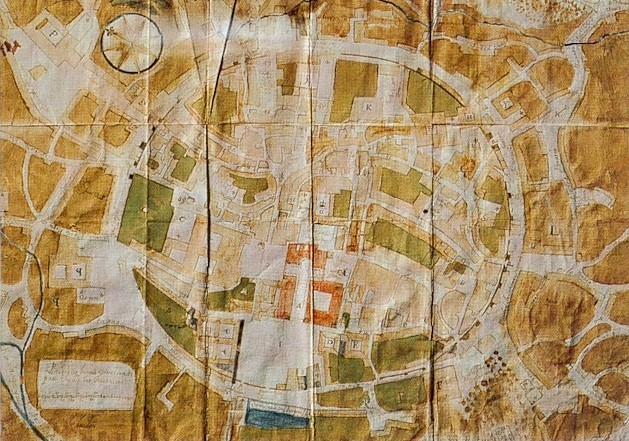
Plan de Santiago en l'an 1000.

### La ville du Moyen Âge
Santiago, dans sa muraille médiévale, comme Aimery Picaud l'a vue et telle qu'elle est restée pendant des siècles, avait la forme d'un cœur légèrement incliné vers l'ouest. S'il subsiste de très rares vestiges de son enceinte, son profil circulaire demeure parfaitement dessiné. On peut le suivre à partir de la Puerta del Camino ou Porte de France, où s'élève le calvaire dit de l’« Homo Santo ».
Entre deux fleuves dont l'un s'appelle le Sar et l'autre le Sarela, s'élève la ville de Compostelle ; le Sar est à l'Orient, entre le mont de la Joie et la ville ; le Sarela à l'Occident.
La ville compte sept portes ou entrées. La première s'appelle porte de France ; la seconde, porte de la Peña ; la troisième, la porte Au-dessous des frères ; la quatrième, porte de Saint-Pèlerin ; la cinquième, porte des Fougeraies qui mène au « Petronus » ; la sixième, porte de « Susannis » ; la septième, porte des « Macerelli » par laquelle la précieuse liqueur de Bacchus entre dans la ville.

## Démographie
| 1900   | 1930   | 1950   | 1981   | 2004   | 2006   |
| ------ | ------ | ------ | ------ | ------ | ------ |
| 24 120 | 38 270 | 55 553 | 82 404 | 92 298 | 93 458 |

## Lieux et monuments

### Les édifices religieux
- Cathédrale de Saint-Jacques-de-Compostelle

Dans cette ville, il y a dix églises dont la première est celle du très glorieux apôtre Jacques, fils de Zébédée, qui, située au milieu de la ville, resplendit de gloire ; la deuxième, élevée en l'honneur du bienheureux apôtre Pierre est une abbaye de moines située auprès du chemin venant de France ; la troisième, Saint-Michel, surnommée de la Citerne ; la quatrième, élevée en l'honneur de Saint Martin, évêque, est dite de Pinario ; c'est une abbaye de moines ; la cinquième, de la Sainte-Trinité, reçoit des sépultures de pèlerins ; la sixième, dédiée à Sainte Suzanne, vierge, est proche de la route du « Petronus » ; la septième à saint Félix, martyr ; la huitième à Saint Benoît ; la neuvième à Saint Pélage, martyr, est derrière la basilique de Saint-Jacques ; la dixième, dédiée à la Vierge Marie, est derrière l'église Saint-Jacques et a une entrée dans cette basilique entre l'autel de Saint Nicolas et celui de la sainte Croix.
Fondé au IXe siècle pour abriter les reliques de Saint Jacques, désormais dans la cathédrale, le monastère  San Paio de Antealtares est l'un des plus vieux monastères de la ville.
Le Monastère de Saint-Martin Pinario est un ancien monastère bénédictin, le plus grand de Galice. L'édifice actuel, le plus important de la ville après la cathédrale, date du XVIIe siècle, comprend une église du XVIe siècle. Sa façade, composée comme un retable plateresque et précédée d'un escalier à double volée, donne sur la ravissante petite Plaza de San Martín.
L'intérieur frappe par l'ampleur de la nef unique, voûtée d'un berceau à caissons et éclairée par une lanterne sans tambour, à la mode byzantine. Le retable du maître-autel, du style churrigueresque le plus exubérant, est dessiné par le grand architecte Fernando de Casas y Novoa (1730). Les deux chaires baroques aux abat-voix forment un double bulbe. Un escalier d'honneur sous une élégante coupole mène à trois cloîtres (XVIe – XVIIIe siècle) dont celui des Processions.
Sur la place de la Inmaculada, la façade du couvent opte pour l'ordre colossal ; de grandes colonnes doriques groupées par paires s'élancent du sol au couronnement.
Le monastère Saint-Pélage est fondé à l'origine par Alphonse II le Chaste (759 - roi des Asturies en 791 - 842) ; l'édifice actuel, quelque peu austère, remonte aux XVIIe et XVIIIe siècles. L'un des côtés du bâtiment longe la Plaza de Quintana. À l'intérieur, l'Autel de l'Apôtre, en marbre et d'une grande sobriété, passe pour avoir été consacré par les disciples de l'apôtre Jacques. Le petit musée d'Art sacré (Museo de Arte Sacro) mérite également une visite.
Dans la chapelle du monastère de San Pelayo, se trouve la Virgen de la 0 [Quoi ?], représentation galicienne de la Vierge de l'Annonciation.
L'église Sainte-Marie du Sar est située dans les faubourgs de la ville, avec un accès par la rue Castron Douro. Datant du XIIe siècle, elle frappe extérieurement par ses contreforts ajoutés au XIIIe siècle. La puissance de ces derniers n'apparaît pas superflue en observant, à l'intérieur, le saisissant déversement des piliers sous l'action des poussées exercées par la voûte.
Du cloître qui l'accompagnait, il ne reste que l'aile adossée à l'église, dont les arcades géminées, décorées de fleurs et de feuillages, sont d'une grande élégance.

### Les édifices civils

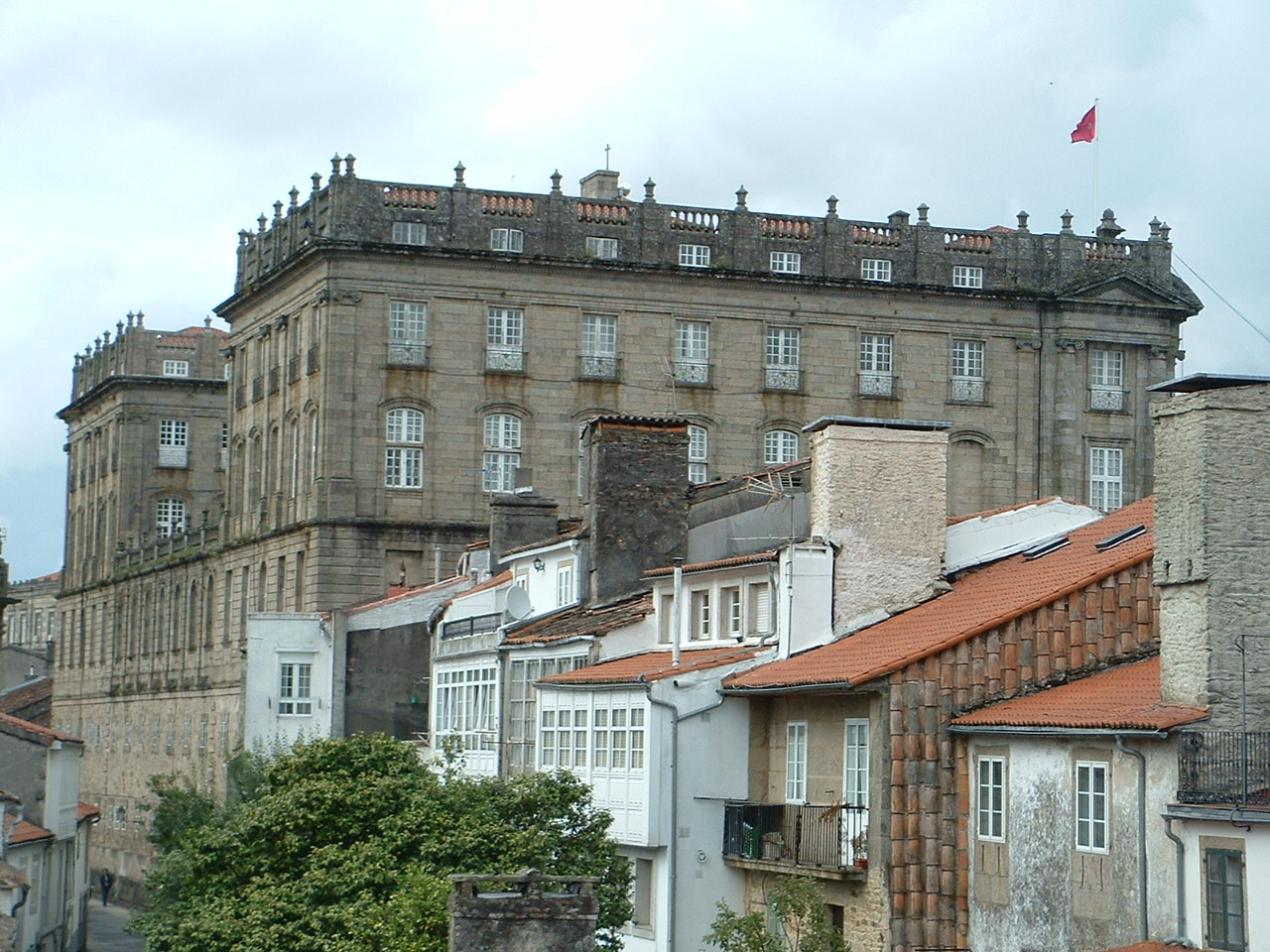
L'hôtel de ville.

#### Hôpital des Rois-Catholiques
L'hôpital des Rois-Catholiques fut édifié à partir de 1501 sur ordre de Ferdinand d'Aragon et Isabelle de Castille pour accueillir les pèlerins et remplacer le vieil hôpital qui se trouvait alors sur l'actuelle Plaza de la Azabachería. Il fut construit dans le style plateresque entre 1501 et 1512 par Enrique Egas (1455 - 1534), architecte espagnol d'ascendance flamande. Sa longue façade est ornée d'un imposant portail plateresque, et les fers forgés et les colonnes de la chapelle sont d'une facture exceptionnelle. Son plan est celui de tous les hôpitaux de l’époque. Une croix s'inscrit dans un carré qui délimite quatre élégants patios plateresques.
Cet hôpital, devenu parador, continue de remplir sa fonction d'hébergement au service du voyageur, bien qu'il ait un caractère luxueux. Quotidiennement, une quinzaine de pèlerins, munis de leur Compostela, sont admis dans les cuisines pour y recevoir gracieusement un repas.

#### Hôtel de ville

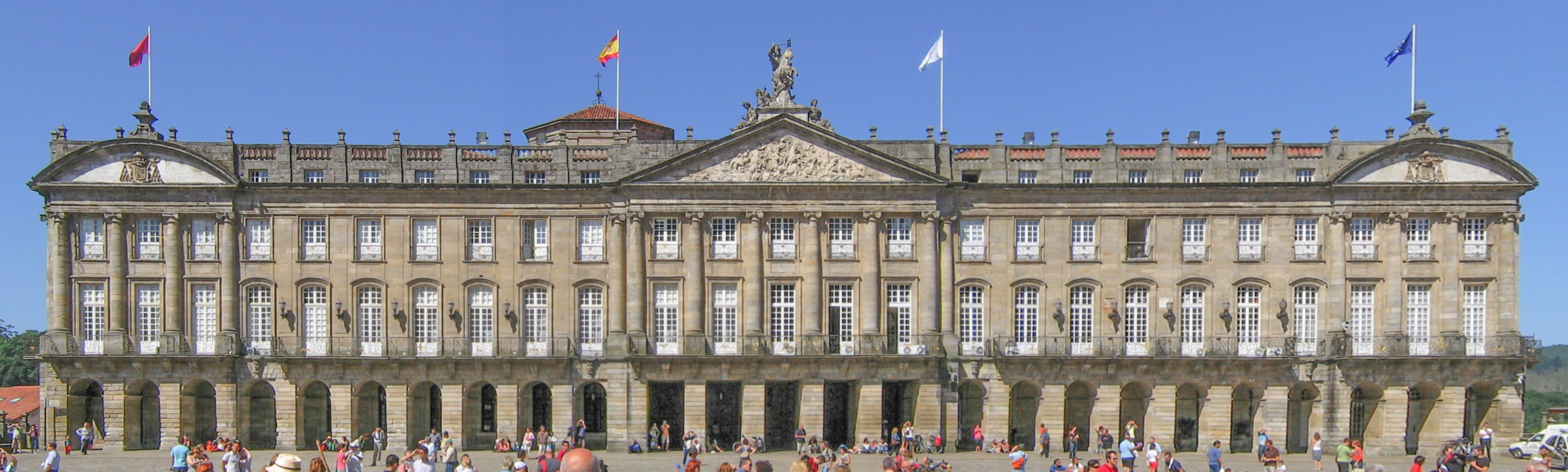
Pazo de Raxoi, hôtel de ville.

Face à la cathédrale, l'hôtel de ville est installé dans l'ancien palais de Raxoy dont la façade très classique fut confiée au XVIIIe siècle au Français Charles Lemaur. Il sert aussi de siège à la présidence de la Junte de Galice.

#### Collège Saint-Jérôme
Situé sur le côté sud de la place, cet édifice du XVIIe siècle conserve un élégant portail du XVe siècle avec de fortes réminiscences romanes.

#### Pazo de Xelmírez
Situé à gauche de la cathédrale, il abrite l'archevêché. Il laisse voir quelques salles du palais du XIIe siècle et de l'époque gothique.
Commandé par l'évêque Gelmírez en 1120, le Palais de Gelmírez (el Palacio de Gelmírez) est considéré comme l'un des plus remarquables spécimens de l'architecture romane. La façade date du XVIIIe siècle ; l'intérieur est simple et austère, mais extrêmement élégant. La salle de banquet, appelée Salón Sinodal (Salle synodale), longue de plus de 30 m, est soutenue par des voûtes sculptées en ogive et ne comporte qu'un seul arc central, l'Arc du Palais. Sur les culs-de-lampe se déroule, en haut relief, le banquet nuptial d'Alphonse IX de León.

#### Musée du Peuple galicien
Le musée du Peuple galicien occupe l'ancien monastère Santo Domingo de Bonaval qui fut fondé au début du XIIIe siècle mais dont la structure actuelle date du XVIIe-XVIIIe siècle. Les salles sont organisées par thème (la mer, l'artisanat, la campagne et l'architecture populaire), permettant ainsi d'observer l'évolution qui eut lieu au cours des siècles. Signalons aussi des escaliers à triple révolution avec plusieurs rampes et sans support. L'église attenante abrite le panthéon de Galiciens illustres.
Du côté des Platerías, la Casa del Deán et la Casa del Cabildo (maisons du Doyen et du Chapitre), baroques.

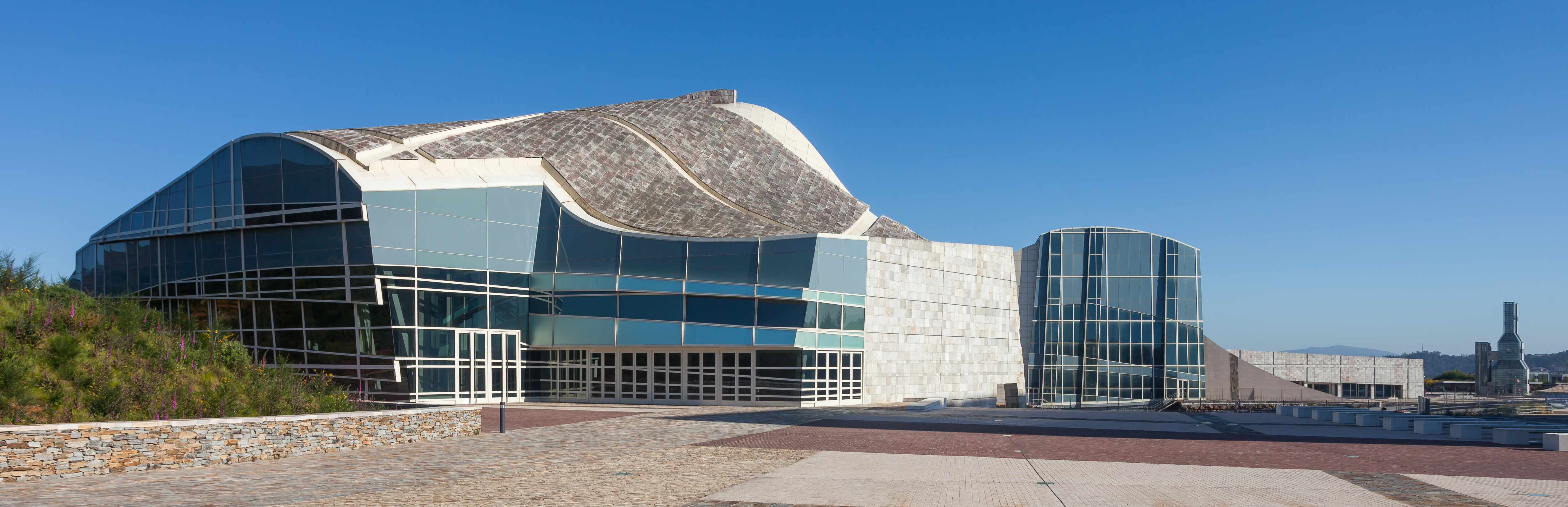
La Cité de la Culture.

La Cité de la Culture (Cidade da Cultura), construit par l’architecte américain Peter Eisenman, a ouvert ses premiers bâtiments au public le 11 janvier 2011. Ce projet, d'un coût initial d'une centaine de millions d'euros, adopté en 1999 par Manuel Fraga comprenant une bibliothèque nationale, les archives nationales, un centre de recherche du patrimoine culturel, un musée d'histoire et un musée d'art international, n'est toujours pas terminé malgré un coût actuel quatre fois supérieur au coût initial. Après douze années de travaux, quatre des six bâtiments prévus ont ouvert leurs portes. Le coût final de ce projet, avec les deux bâtiments restant pourrait atteindre six cents millions d'euros. Le coût de l'entretien de ces édifices toujours vides tourne autour des 4,5 millions d'euros par an. L'actuel président de la région Alberto Núñez Feijóo estime que ce lieu se place parmi les destinations culturelles les plus importantes du monde.

### Places

#### Praza do Obradoiro
La place de l'Obradoiro est une place-parvis située entre la façade principale de la cathédrale et l'hôtel de ville. Les tours de la cathédrale s'étirent en longueur face au Palais Rajoy (el Pazo de Raxoy), séminaire du XVIIIe siècle à l'origine, qui de nos jours, derrière une élégante façade néoclassique, abrite l'Hôtel de Ville. À gauche, face à la cathédrale, mariant les styles gothique et Renaissance, se dresse l'Auberge des Rois catholiques (o Hostal dos Reis Católicos) construite au XVIe siècle pour loger les pèlerins. En face, se trouve le Colexio de San Xerome, qui date de la fin du XVe siècle et abrite aujourd'hui la demeure du recteur de l'université de la ville. Ces quatre édifices, contrastant les uns sur les autres, forment un ensemble monumental.
C'est probablement la place où les ouvriers avaient leur chantier.

#### Praza da Quintana
La place de la Quintana (la Praza da Quintana), située au chevet, derrière la cathédrale et de la Place de l'Obradoiro (la Praza do Obradoiro), diffère dans le style et dans le caractère. Elle est animée par la vie estudiantine.
Bordée dans sa partie inférieure par l'ancienne Maison du Chapitre (presbiterio), aux arcades sobres et bien rythmées, et, sur l'aile, en retour d'équerre, s'étend la longue façade austère du Monastère Sant Pelayo, dont les murs austères s'ornent de fenêtres barrées de belles grilles anciennes.
En face, perçant le mur du chevet de la cathédrale, la porte du Pardon ou Porte Sainte.
En haut du grand escalier, la maison de la Treille (Casa da Parra) est une belle construction baroque de la fin du XVIIe siècle. En face, une volée de marches en béton, couverte de lierre, et qui recouvre une extrémité de la place, plonge sur la casa de Conga, datant du XVIIIe siècle.

#### Praza da Inmaculada
La Rúa das Casas Reais conduit vers l’accomplissement, devant la porte nord de la cathédrale, sur la Plaza de la Inmaculada, qui a bien changé depuis l'époque du Guide du pèlerin. Au Moyen Âge s'y tenait un grand marché appelé el Paraiso (le Paradis), dont les dimensions, en longueur et en largeur, équivalaient a un tiro de pedra (« un tir de pierre »).
À l'entrée de la place se trouvait l'admirable fontaine Sancti Jacobi qui, selon Aimery Picaud dans son Guide du Pèlerin, « n'avait pas d'égale au monde entier ».
Elle fut construite par Bernard, trésorier de Saint-Jacques en 1122, et détruite au XVe siècle.

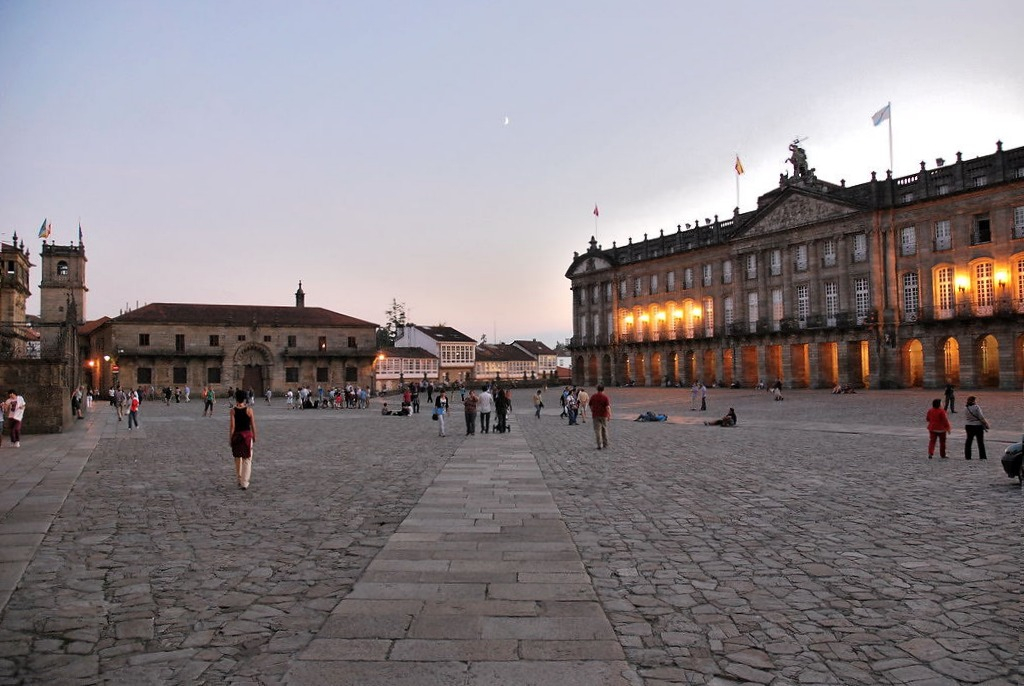
Place de l'Obradoiro.
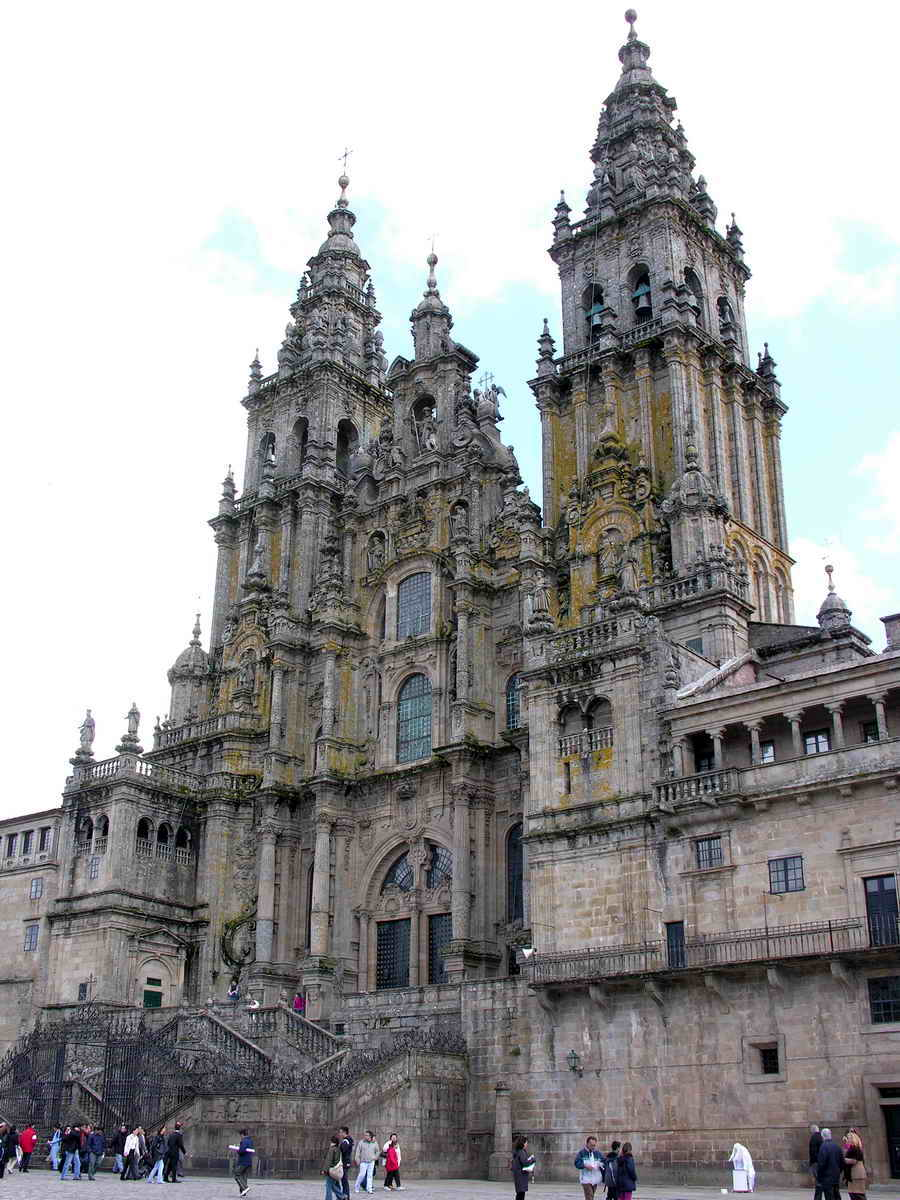
La cathédrale de Saint-Jacques-de-Compostelle vue de la place de l'Obradoiro.
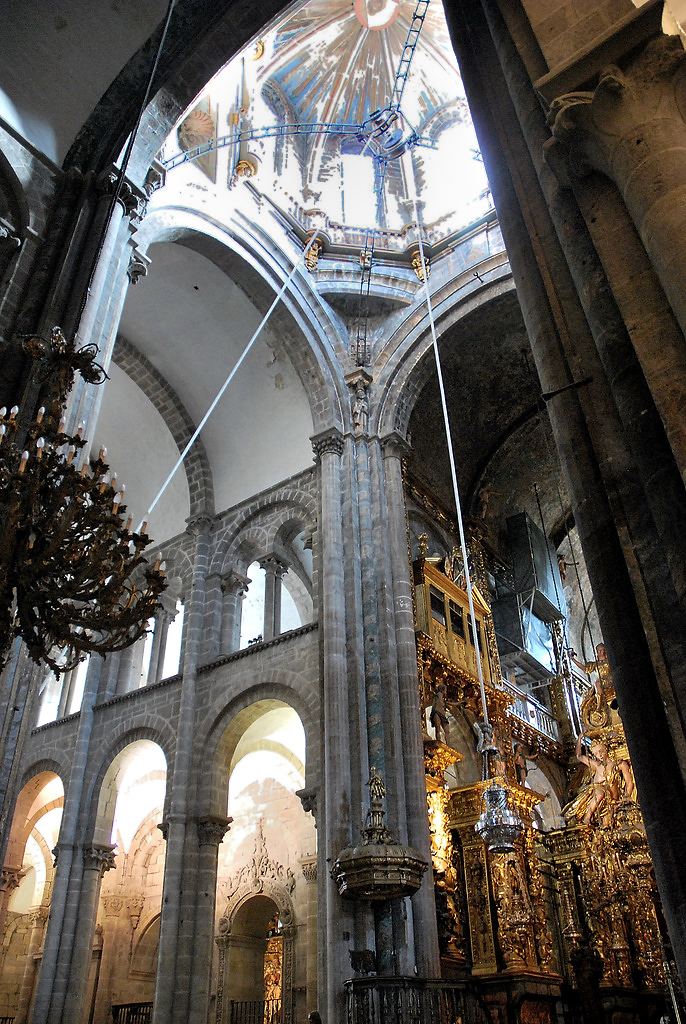
Encensoir de la cathédrale.
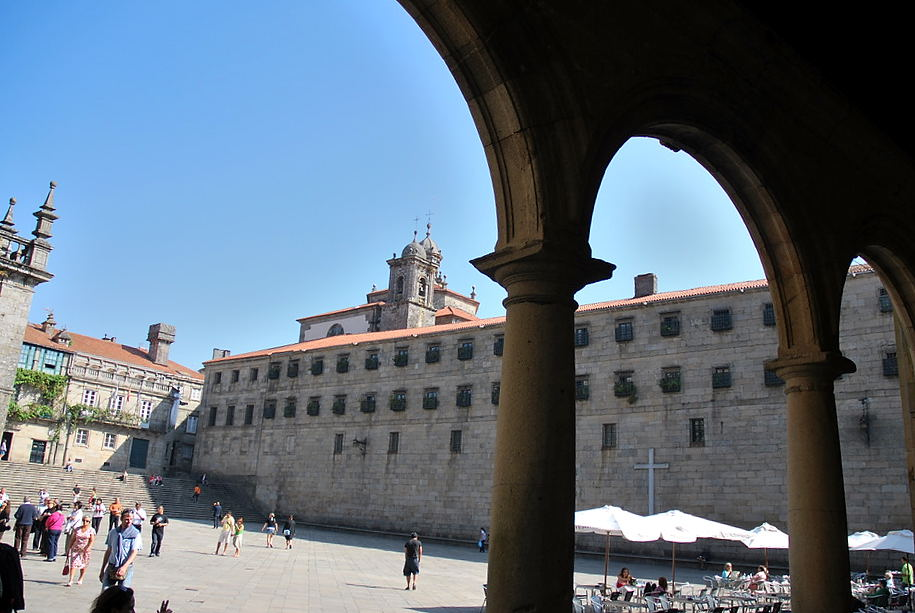
Place de la Quintana.
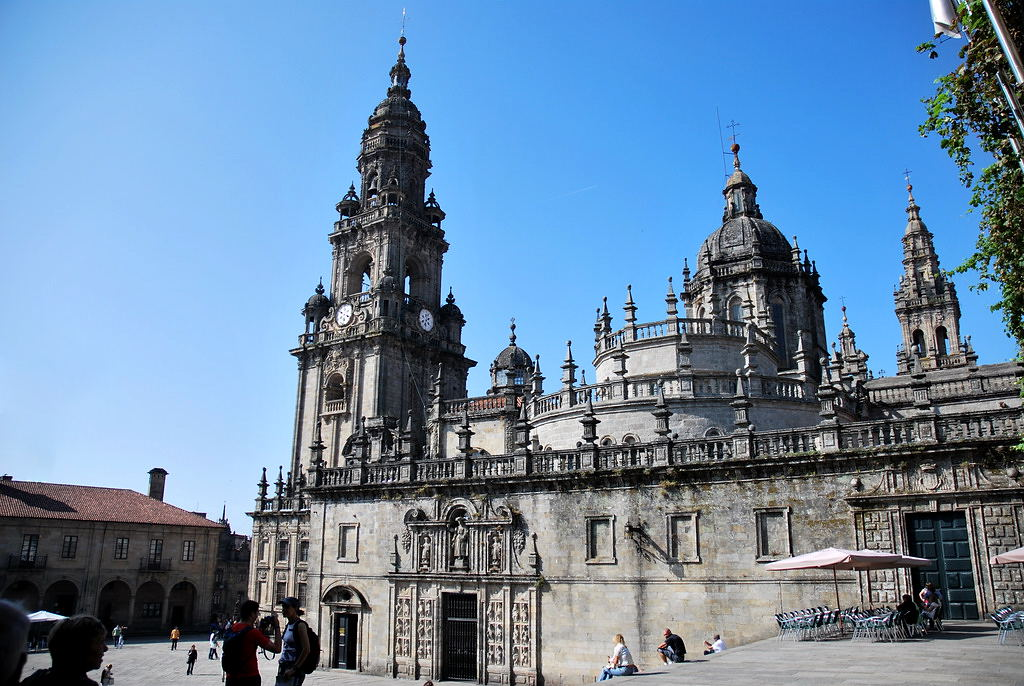
Place da Inmaculada.
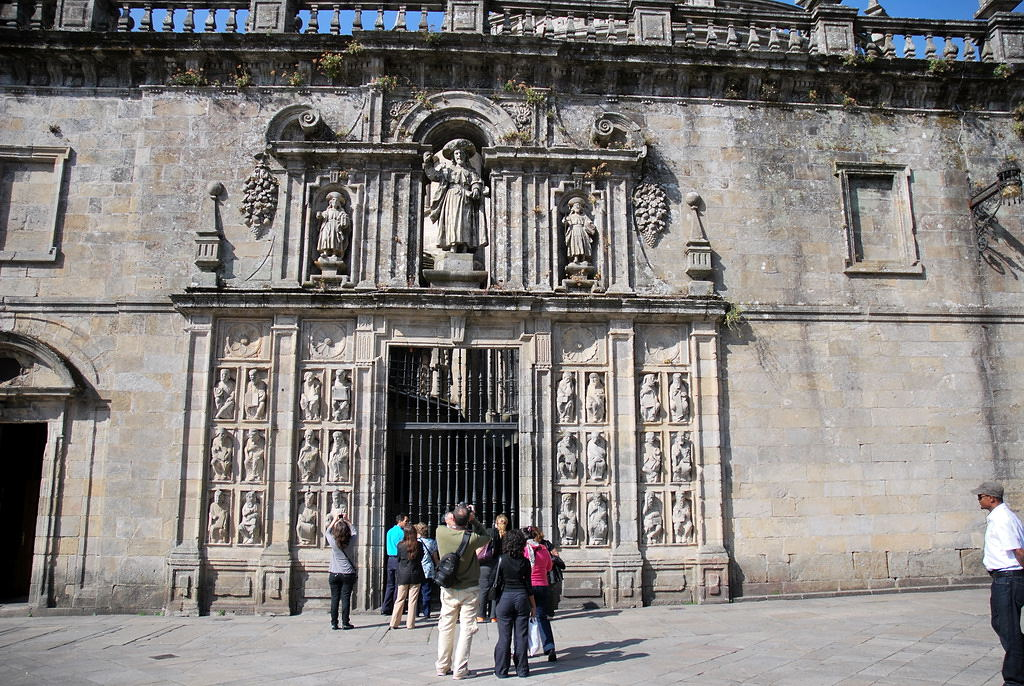
Porte d'accès au sanctuaire.

### Rues
La Rúa das Casas Reais (des maisons royales) est celle où l'Hospital San Miguel, disparu, soigna les pèlerins à partir du XVIe siècle. Aujourd'hui deux sanctuaires néo-classiques du XVIIIe siècle : dans une rue latérale à gauche Santa Maria do Camino, puis dans la rue à droite l'église de las Animas (des âmes).
Elle débouche sur une place, plaza de Cervantes l'ancien hôtel de ville (baroque, XVIIe siècle) s'y dresse. Un peu en retrait, l'église néo-classique San Benito del Campo.
La Rúa Azabachería qui suit passe entre deux maisons anciennes, la Casa da Troia, s'ouvrant sur une rue latérale, la Casa da Parra. La seconde est baroque et du XVIIIe siècle. La première, récemment restaurée, abrite un musée romantique. Pension populaire pour étudiants, elle a servi de cadre au roman Casa de Troia de Alejandro Pérez Lugín.
Elle débouche sur la plaza de la Inmaculada, face à la porte nord de la cathédrale, cette célèbre Puerta del Paraiso, porte du paradis.
La Rúa do Marmoutier. Dans cette pittoresque rue s'observent d’anciens collèges (Fonseca), des boutiques et des bistrots typiques.
La Rúa do Vilar. En remontant vers la Cathédrale, elle est bordée d’arcades et de demeures anciennes, comme la rue parallèle plus commerçante, la Rúa Nova.
C'est dans cette rue, au 43, que se trouve la Oficina de Turismo – 15705 Santiago de Compostela. Depuis 2016, le Centre d'accueil des pèlerins est situé 33 rua das Carretas  (descendre à gauche devant l'Hôtel des Rois Catholiques puis tourner à droite). C'est là qu'est délivrée, sur présentation de la crédencial, la compostela, certificat attestant le chemin parcouru par le pèlerin. Dans les locaux du Centre au 1er étage, le pèlerin trouvera un accueil germanophone, anglophone, francophone, mais aussi néerlandophone, italophone (en général de mi-mai à fin octobre)

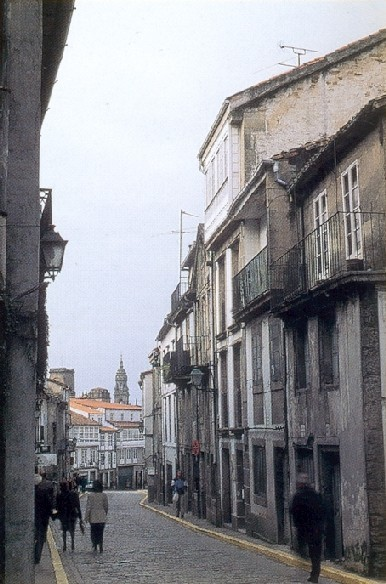
Rúa San Pedro.
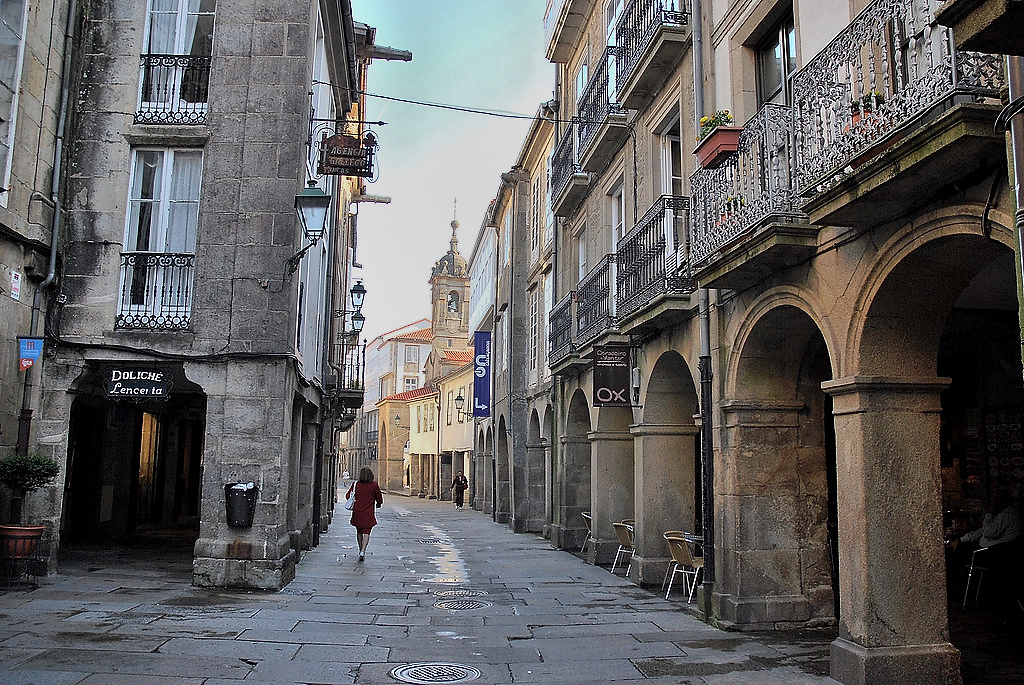
Ruelle.
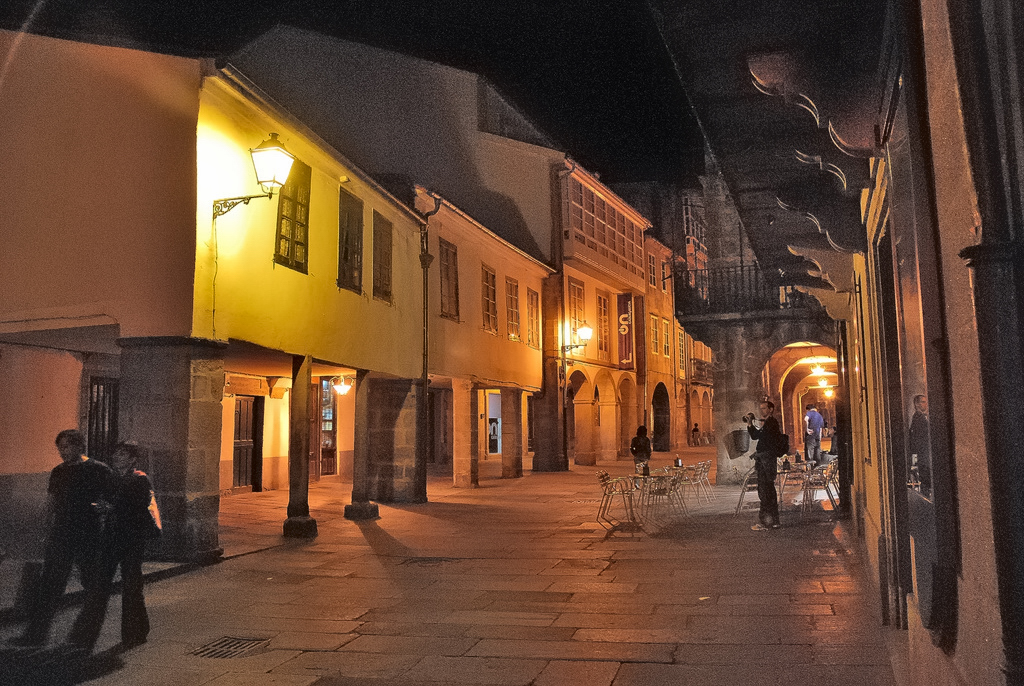
St Jacques de Compostelle.
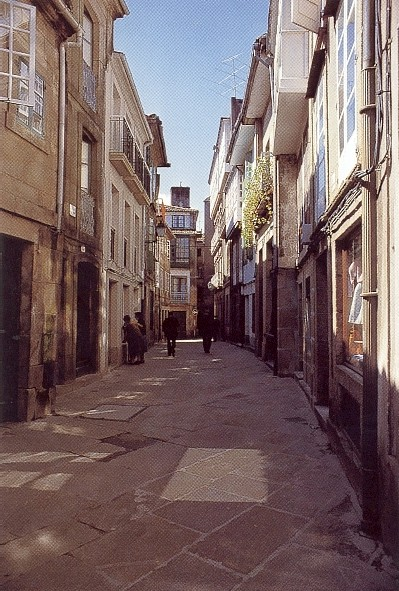
Rúa Nova.
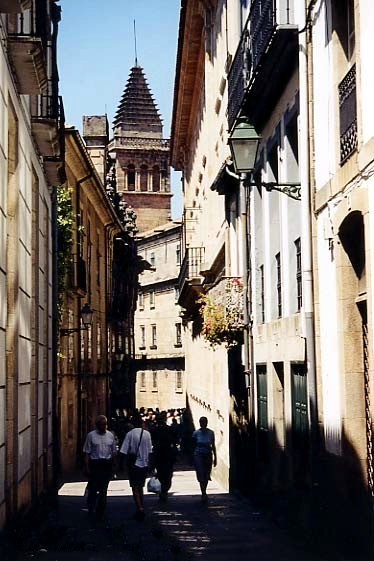
Rúa das Orfas, on voit le clocher du Cloître.

### Dans les faubourgs
Le Pazo do marqués de Santa Cruz, résidence du XVIe siècle.
Le Pazo de Fonseca, édifice Renaissance qui fut, au XVIe siècle, la première université, et qui abrite toujours la bibliothèque universitaire.
L'Université de 1769, devenue faculté d'histoire et de géographie.
La Porta de Mazarelos, seule porte de la ville à conserver un pan de la muraille médiévale.
La chapelle de San Lázaro, dans le quartier du même nom, à l'entrée de la ville, rappelle qu'il y eut là un hôpital pour lépreux.
La rue dos Concheiros, aujourd'hui large et bordée de maisons modernes, est celle des porteurs de conchas, les coquilles Saint-Jacques, et sans doute aussi des commerçants qui les leur vendaient.
Le calvaire de la place San Pedro s'ouvre sur la rue du même nom, qui, elle, étroite entre des maisons d'un à deux étages, a gardé un cachet ancien. On y trouvait jadis des changeurs, des marchands, des aubergistes. À gauche, la chapelle San Roque et l’église San Pedro.
La place Porta do Camiño (porte du Chemin), s'ouvre au carrefour de deux grands boulevards périphériques qui épousent le contour de l'ancienne enceinte, rùa de Virxe da Cerca et rùa das Rodas, cette porte donne accès à la vieille ville.
El Paseo da Ferradura. Cette colline boisée dans le prolongement de la ville est un lieu de promenade d’où l’on a une vue bien composée sur la Cathédrale et la ville.
O cruceiro (« calvaire ») dit du Homo Santo, ou cruceiro Bonito (Belle Croix).
À la Puerta del Camino, qu'on appelait aussi Puerta Francigena, le pèlerin peut voir un magnifique cruceiro (calvaire) du XIVe siècle, historié de treize scènes sculptées dans la pierre, O cruceiro do Homo Santo (le calvaire de l’Homme Saint).
Une légende est liée à ce calvaire. L'Homme Saint se serait nommé Jean Touron. Injustement condamné à la suite d'un crime, il aurait été le meneur d'une révolte populaire, et mené vers le lieu du supplice, il s'adressa à la Vierge en passant devant une de ses images et lui dit : « ven e vaime » (« Viens et sois ma sauvegarde »). Invocation d'où viendrait le nom de la rue et du couvent de Bonaval. La Vierge, compatissante, lui fit alors la grâce d'une mort instantanée, lui évitant ainsi une fin infamante, ce qui fut aussitôt considéré comme un miracle…
Ce cruceiro était jusqu’en 1965 à Lavacolla.

## Lieux de mémoire
- Le cimetière de Boisaca, où est située notamment la sépulture de Ramón María del Valle-Inclán[10], est également un haut lieu de la guerre d'Espagne[11].

## Archéologie
- Pétroglyphes de Castriño de Conxo

## La vie de la commune

### Jumelages
- Coimbra (Portugal) depuis 1994
- São Paulo (Brésil) depuis 2000
- Qom (Iran)
- Rennes (France) depuis 2010

## Sports
Football
- SD Compostela

Basket
- Obradoiro CAB

Futsal
- Santiago Futsal

Rugby
- Santiago RC

Arrivées du Tour d'Espagne
- 1993 (CLM) :  Alex Zülle
- 2007 :  Óscar Freire
- 2014 (CLM) :  Adriano Malori

## Personnalités liées à la commune
- Guillaume X d'Aquitaine, Guillaume VIII comte de Poitou, dit le Toulousain ou le Saint (1099-1137), est le dernier des comtes de Poitiers de la dynastie des Ramnulfides. Il règne de 1126 à 1137, sous le nom de Guillaume VIII comme comte de Poitiers et sous celui de Guillaume X comme duc d’Aquitaine.
- Maria Antonia de Jésus (1700-1760), carmélite, écrivaine de langue galicienne et grande mystique. Fondatrice du premier couvent de carmélites déchaussées de Galice. En cours de béatification.
- José Casares Gil (1866-1961), chimiste, réformateur de l'enseignement scientifique en Espagne, député aux Cortès, sénateur du Royaume par l'université de Saint-Jacques, ministre de la Santé, de l’Instruction publique et de l’Économie nationale, est né et mort à Saint-Jacques-de-Compostelle.
- Santiago Rodriguez Bonome (1901-1995), sculpteur, est né à Saint-Jacques-de-Compostelle.
- Francisco Porto Mella (1925-2012), avocat et universitaire, président de l'Alliance française, consul honoraire de France nommé à Saint-Jacques-de-Compostelle.Hommage de César Lombera aux Deux Maries, parc de la Alameda de Saint-Jacques.

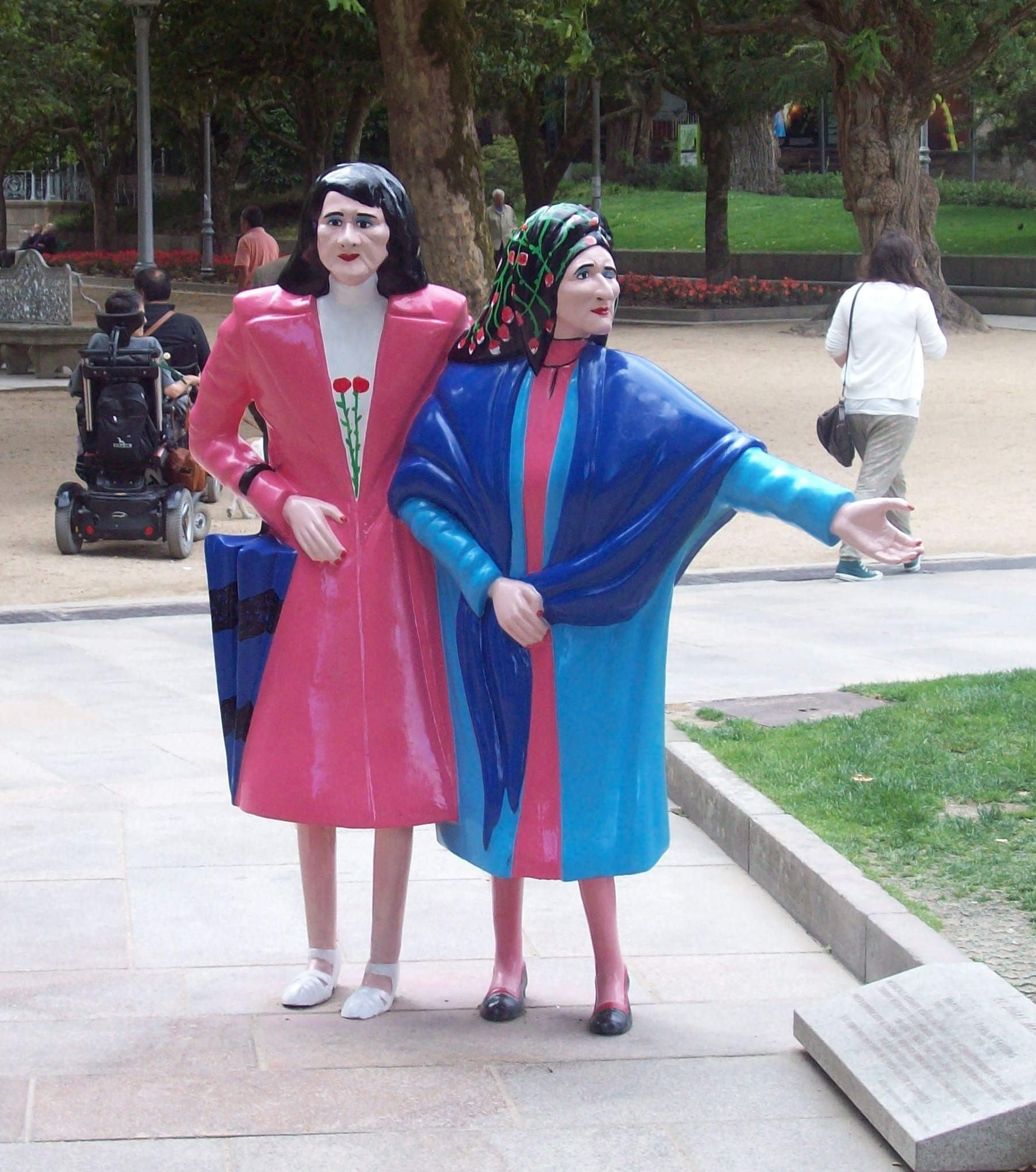
Hommage de César Lombera aux Deux Maries, parc de la Alameda de Saint-Jacques.

- Ignacio Ribas Marqués (1901-1996), chimiste, est mort à Saint-Jacques-de-Compostelle. Il a enseigné à l'université de cette ville de 1942 à 1971. La junte de Galice l'a récompensé de la médaille Castelao (Medalla Castelao (gl)) et le Collège officiel des chimistes de Galice a fondé un prix Ignacio-Ribas-Marqués.
- Gerardo Fernández Albor (1917-2018), médecin, homme politique. Élu au Parlement européen en 1989, président de la Junte de Galice entre 1982 et 1987.
- Mariano Rajoy (né en 1955), homme politique et président du gouvernement espagnol de 2011 à 2018, est né dans la ville.
- Luis Zahera, acteur, y est né en 1966[12].
- Rosario Porto Ortega (1969-2020), avocate, ancienne consule de France, condamnée en 2015 dans l'affaire Asunta Basterra.
- Alfonso Zarauza, né en 1973 à Saint-Jacques-de-Compostelle, réalisateur espagnol.
- Rosalía Gómez Lasheras, pianiste classique, y est née en 1994.
- Les Deux Maries, duo artistique formé par deux sœurs sous la dictature franquiste : Maruxa (1898-1980) et Coralia Fandiño Ricart (1914-1993)[13].

## Culture et évènements
- Cineuropa (gl), festival de cinéma se tenant au mois de novembre

## Saint-Jacques-de-Compostelle dans les arts et la littérature

### Littérature
- David Lodge, Thérapie, 1995
- Anibal Malvar, Comme un blues, 1998
- Avraham B. Yehoshua, Rétrospective, 2011
- Henri Loevenbruck, L'Apothicaire, 2011

### Cinéma
- 1978 : La Chanson de Roland de Frank Cassenti
- 2005 : Saint-Jacques… La Mecque de Coline Serreau
- 2006 : L'Enfant du chemin, documentaire de Jean-François Castell
- 2010 : The Way, la route ensemble (The Way) de Emilio Estevez

### Télévision
- 2024: L'Affaire Asunta, série télévisée de Netflix inspirée de l'affaire Asunta Basterra, infanticide perpétré en 2013[14].

#### Études historiques
- Denise Péricard-Méa, Compostelle et cultes de saint Jacques au Moyen Âge, Paris, PUF, 2002  (ISBN 978-2-130 51082-6)
- Denise Péricard-Méa, Brève histoire du pèlerinage de Saint-Jacques de Compostelle, Gavaudun, PUF, 2003  (ISBN 978-2-91068533-1)
- Denise Péricard-Méa, Les Routes de Compostelle, Paris, Gisserot, 2002,réd. 2006  (ISBN 9782877476720)
- Louis Mollaret et Denise Péricard-Méa, Dictionnaire de saint Jacques et Compostelle, Paris, Gisserot, 2006  (ISBN 978-2-87747884-7)
- Georges Berson, Avec saint Jacques à Compostelle  (ISBN 2-220-05603-1)
- Yves Morvan, « Une page de l'histoire des chemins de Saint-Jacques en Haute-Auvergne », dans Vivre en moyenne montagne, Éditions du CTHS, 1995  (ISBN 2-7355-0293-7)

#### Guides
- Ferdinand Soler, Guide pratique du Chemin de Saint-Jacques de Compostelle  (ISBN 2-84454-334-0)
- Christian Champion, Manger~dormir sur le Camino Francés 2008 (Guide des services sur le Camino Francés - Fisterra)  (ISBN 978-2-9528559-1-4)
- François Lepère, Guide du pèlerin de Saint-Jacques de St Jean-Pied-de Port à Compostelle, 2009  (ISBN 978-2-915156-27-0)